# Millerosaurus
Millerosaurus é um gênero de réptil que viveu durante o período Permiano onde hoje é a África do Sul. Fósseis muito bem preservados do animal foram encontrados.

## Descrição
Espécimes de Millerosaurus eram pequenos, chegando ao máximo de 30cm. Os fósseis deste animal mostram a cavidade timpânica, isto é, a orelha. Como os fósseis desse réptil são muito bem preservados, foi descoberto que ele era um réptil primitivo, muito mais primitivo que os membros do seu grupo.